# تینتورتو ۹۹۰۶
سیارک ۹۹۰۶ (به انگلیسی: 9906 Tintoretto، نامگذاری:6523P-L) نه هزار و نهصد و ششمین سیارک کشف شده‌است که در ۲۶ سپتامبر ۱۹۶۰ کشف شد.
قدر مطلق سیارک برابر ۱۳٫۲۰ است.